# Joanne King
Joanne King (nacida el 20 de abril de 1983, Dublín, Irlanda)  es una actriz irlandesa. Es muy conocida por sus funciones como Cyd (Cynthia Pyke) en la BBC1s Casualty y como Jane Boleyn, vizcondesa de Rochford en la Showtime 2007 - 2010 en la serie Los Tudor.

## Vida privada
J. King es la segunda de cuatro hijos, su padre Ronan es un contador y su madre Edel es una profesora voluntaria . Ella atiende St. Brigid's Girls School en Cabinteely y St Joseph de Cluny Killiney. Entrena en el Gaiety Escuela de Suplente, Dublín.

## Carrera
Se muda a Londres desde Irlanda para seguir su sueño de convertirse en una actriz y trabajaba como guía de visita de la BBC cuándo ella hizo una prueba para una función en Casualty. Es muy notable para jugar el carácter Cyd (Cynthia Pyke) en Casualty. Pero es su rol como la cuñada de Ana Bolena, Lady Jane Rochford en la serie de gran éxito Los Tudor, el cual le ha traído la atención internacional. 
Su personaje apareció por primera vez en medio de la segunda temporada en un pequeño papel de apoyo que fue ampliado en la cuarta y última temporada que vio la caída y ejecución de su personaje.

## Esfuerzos de caridad
Ella abrió un café en Bristol, que permite que todos los beneficios vayan a la financiación de atención del cáncer, la caridad y la investigación.

## Funciones/de película de la televisión
- Masivo (2008) como Nancy
- Los Tudor (2008@–2010) (temporadas 2 y 4) como Jane Boleyn, Viscondeza Rochford
- Prueba & Retribution (Mata el Rey -Parte 2: 2008) -
- Desvergonzado (2008) como Brandi
- El Omid Djalili Espectáculo (2007)
- Casualty (2006@–2007) como Cyd (Cynthia Pyke)
- Los Archivos de Exilio (2006) como Lucy Dillon
- El chico Come Chica (2005) como una zombi

## Funciones de etapa
- Un Midsummer Sueño de Noches - 2005 - Hermia - El Teatro de Pabellón
- Hamlet - 2004 - Ophelia - La Casa de Ópera del Cork
- Carolling Corlorans - Varios personajes- El arca/Mermaid Teatro
- El Playboy Del Blake de Honor Mundial Occidental - Ópera de Cork Hs
- G.Escaparate de S.A. - Varios personajes - La Puerta
- Lo que El Muerto Querer - Chica Común - El Proyecto
- La Abducción De Persephone - Sharon - G.S.A.

## Otras habilidades/de trabajo
- Aparecida en el Brian McFadden vídeo de música Hijo irlandés como mujer de negocios.
- Movimiento (Adrianne Browne), Combate de Etapa (Paul Burke), Mime (Sharon O'Doherty), Básico Violín francés , Básico & irlandés.
- Radiofónico: Romeo & Juliet, "Juliet", Arklight Compañía de Teatro
- Baile: Baile Moderno, Grifo, Ballet (Diane Richardson) Acentos: Regional irlandés, inglés, RP, Varios americanos
- Cantando: Alto